# Nanomelon
Nanomelon là một chi ốc biển, là động vật thân mềm chân bụng sống ở biển trong họ Volutidae.

## Các loài
Các loài thuộc chi Nanomelon bao gồm:
- Nanomelon viperinus Leal & Bouchet, 1989[2]
- Nanomelon vossi Leal & Rios, 1990[3]